# Lichterprozession Saint-Nicolas

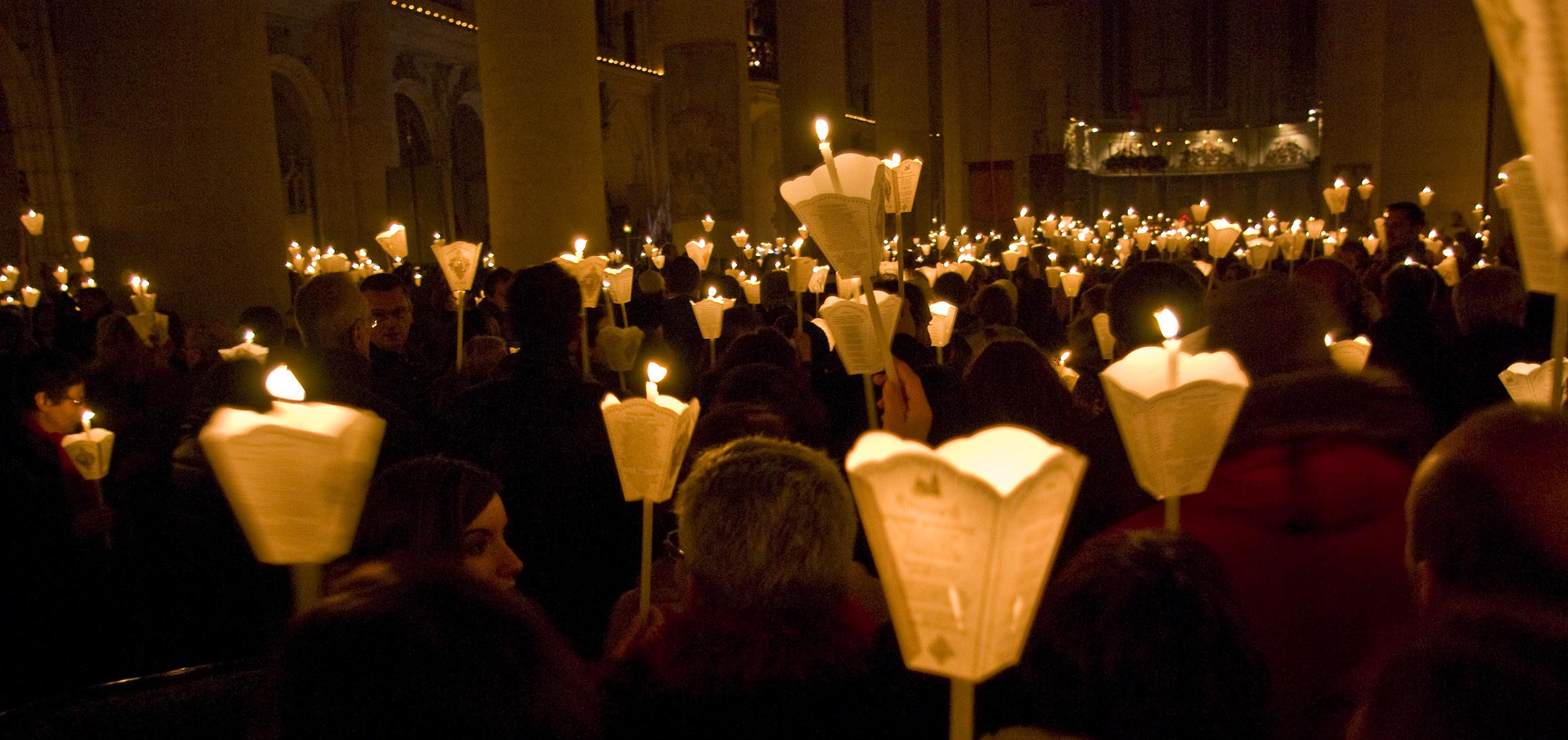
Der Prozessionsbeginn in der Basilika Saint-Nicolas

Die Lichterprozession Saint-Nicolas (französisch Procession aux flambeaux de Saint-Nicolas) ist eine Prozession, die in Saint-Nicolas-de-Port südöstlich von Nancy seit dem Jahre 1246 alljährlich an dem Samstag stattfindet, der dem Nikolaustag, dem 6. Dezember, am nächsten ist. Die Veranstaltung ehrt St. Nikolaus als Schutzpatron der Stadt und der gesamten Region Lothringen. Bei dem volkstümlichen Kirchenfest sind in der Kleinstadt mit etwa 7500 Einwohnern regelmäßig über 20.000 Besucher anwesend. In Lothringen ist St. Nikolaus so populär wie anderswo der Weihnachtsmann.

## Veranstaltung
Zunächst wird in der Basilika Saint-Nicolas, die im spätgotischen Flamboyant-Stil erbaut wurde, ein Wortgottesdienst gefeiert. Es gibt ein großes Aufgebot von Banner-Trägern und religiösen Gruppen, die an dem Gottesdienst teilnehmen. Eine Statue und die Reliquien des Heiligen, darunter ein Fingerglied, welches Aubert de Varangéville 1087 von einem Kreuzzug mitgebracht hatte, sind zu Beginn zur Verehrung ausgestellt. Die Finger-Reliquie wird in einem silbernen Schrein in Form eines ausgestreckten Unterarmes aufbewahrt. Daneben wird eine Büste des heiligen Bischofs sowie ein Reliquiar mit historischen Handschellen gezeigt.

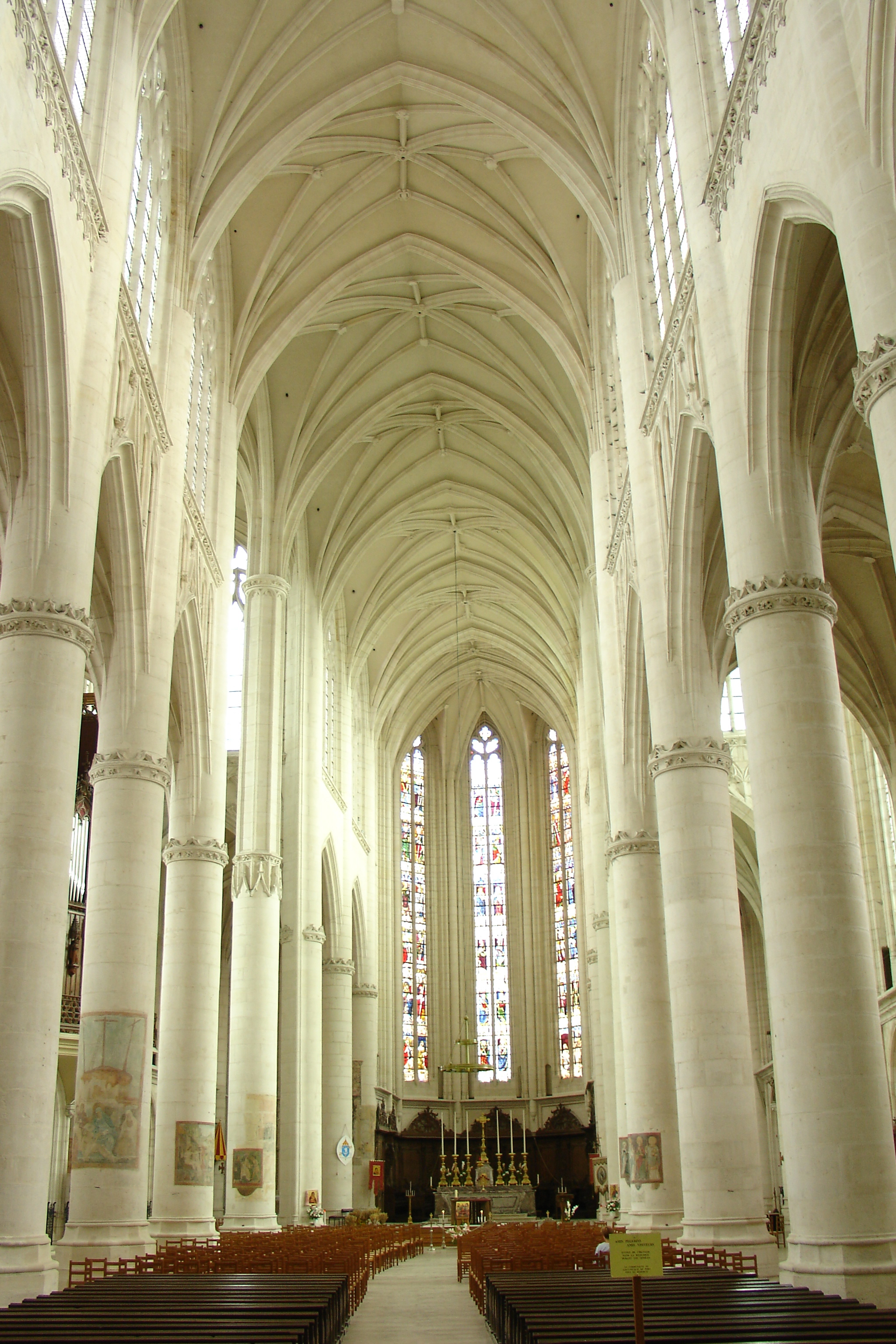
Der Innenraum der Basilika, in dem die Prozession beginnt.

Innerhalb der liturgischen Feier, bei der auch nichtkatholische Geistliche, insbesondere der Orthodoxie, mitwirken, wird die Beleuchtung in der Kirche abgeschaltet. Die Kirchenbesucher erleuchten den Raum mit Kerzen, auf die Kerzenschirmchen aufgesteckt sind, auf denen wiederum die wichtigsten Texte gut lesbar aufgedruckt sind. Dann beginnt die Prozession. Die Teilnehmenden stimmen zumindest in den Refrain des großen Prozessionsliedes mit 65 Strophen zu Ehren des heiligen Nikolaus ein:

« St Nicolas, ton crédit d'âge en âge
 A fait pleuvoir tes bienfaits souverains;
 Viens couvre encore de ton doux patronage
 Tes vieux amis, les enfants des Lorrains »

(dt. Übersetzung: St. Nikolaus, deine Glaubenskraft hat von Zeitalter zu Zeitalter deine herrlichen Wohltaten herabregnen lassen; komm, decke noch mehr mit deinem sanften Schutz Deine alten Freunde, die Kinder der Lothringer.)
Die Prozession zieht nach einem vorher bekannt gemachten Schema durch die Gänge des Kirchenraumes und dauert mehrere Stunden. Am späten Nachmittag des gleichen Tagens findet in der Innenstadt ein folkloristischer Festumzug statt an dem auch Prunkwagen und Musikkapellen beteiligt sind. Saint-Nicolas wird in der Region immer von seinem Esel und dem furchteinflößenden Knecht Ruprecht begleitet. Heutzutage verteilt der heilige Nikolaus während der Prozession Süßigkeiten für brave Kinder (Mirabellen für die Mädchen, Maronen für die Jungen) und sein Gefährte, Knecht Ruprecht, droht mit Strafe denjenigen, die ungehorsam waren.
Ein am Nachmittag abgehaltener Wochenmarkt, der Wettbewerb „Ecrire à Saint Nicolas“ und eine Kinderprozession runden den Festtag ab.